# Храм Портуна
Храм Портуна (итал. Il Tempio di Portuno o Tempio di Fortuna Virile; лат. Templum Portuni) — древнеримский храм на Бычьем форуме (лат. Forum Boarium) в Риме, посвящённый Портуну, божеству входов и выходов, подобно Янусу, хранителю ключей, дверей и скота. Он охранял амбары с зерном и помещения для скота. Этим можно объяснить расположение храма на Бычьем форуме в центре города близ берега Тибра. В древности здесь находились торговый порт (Portus Tiburtinus) и рынок скота, а также несколько храмов, святилищ и алтарей.
Постепенно в народном сознании совместились слова «porta» (ворота, вход) и «portus» (гавань), поскольку гавань можно назвать «воротами моря». По этой причине Портуна стали отождествлять с божеством портов и гаваней.
По одной из версий, Портун вначале был богом мужской судьбы и удачи, и составлял пару с богиней Фортуной. Этим объясняется ещё одно традиционное название: храм Фортуны Вирилис (лат. Templum Fortuna Virilis — храм Мужской удачи).
Первая постройка на этом месте была возведена в IV или III веке до н. э. (остатки фундамента были обнаружены при раскопках в XX веке). Согласно преданию Сервий Туллий, шестой из царей Древнего Рима (правил в 578—535/534 годах до н. э.), посвятил этот храм именно Фортуне Вирилис. По другой версии храм был посвящён Матер Матута (лат. Mater Matuta) — италийской богине утра и плодородия.
Храм, сохранившийся до наших дней, типичный для периода римской республики, основанный на этрусских традициях был построен около 100 года до н. э. Он относится к типу тетрастиля (храма с четырьмя колоннами на главном фасаде) и псевдопериптера (20 Х 12 м). Он приподнят на высоком (2,5 м) подиуме, имеет широкую входную лестницу и состоит из целлы, портика (пронаоса) с четырьмя колоннами ионического ордера и двумя колоннами второго ряда перед входным порталом. Боковые фасады имеют по четыре полуколонны (исключая угловые), задний фасад оформлен четырьмя полуколоннами. Внутри находился жертвенник и культовая статуя. Все несущие части храма сделаны из травертина, остальные части из туфа и покрыты слоем штукатурки с лепниной под мрамор. Подиум заполнен римским бетоном. Фриз был украшен букраниями — лепным орнаментом из бычьих черепов и гирлянд (не сохранился).

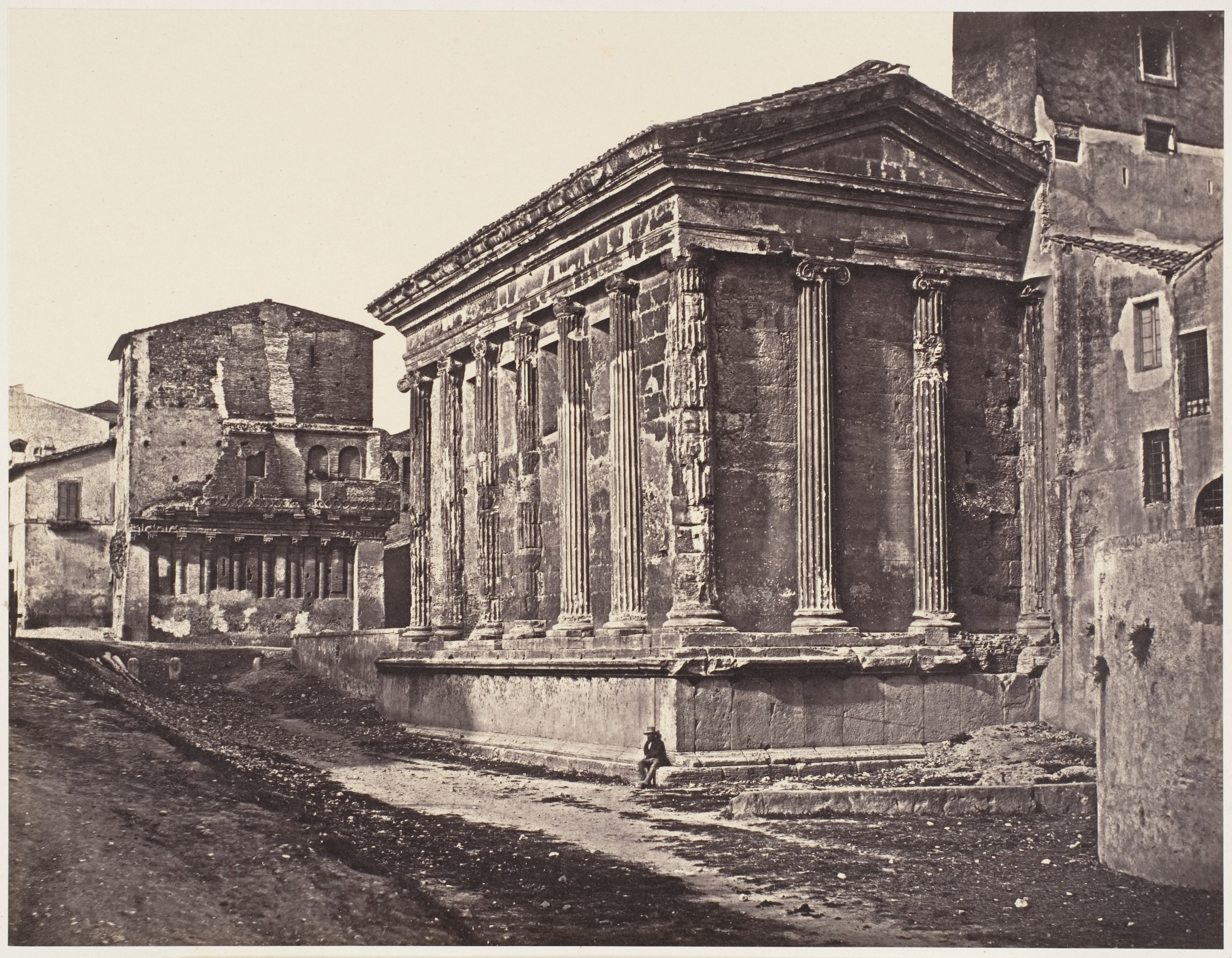
Храм Портуна (Фортуна Вирилис) в начале 1850 гг.

В 1571 году археологи обнаружили эпиграф, из которого следовало, что при понтификате Папы Иоанна VIII в 872 (или в 873 году) древнеримский храм был преобразован в христианскую церковь и был посвящен Деве Марии. Церковь называлась Санта-Мария-ин-Секундичерио (Sanctae Mariae in Secundicerio), от того, что была доверена заботам (affidata alle cure) Стефано Стефанески, «второго папского судьи» (secundicerio). В средневековых документах церковь также называется Sanctae Mariae de Grallis («идущей»), или Gradellae («со ступенями»), возможно, имеются ввиду ступени, ведущие к пристани Тибра.
Посвящение церкви Святой Марии Египетской (Santa Maria Egiziaca, ? — 522) впервые встречается в каталоге 1492 года и становится обычным в источниках XVI века. Папа Пий V в 1571 году подарил церковь армянской общине и она сохраняла её до 1921 года. Климент XI (1700—1721) распорядился отреставрировать церковь, а также прилегающий Оспиций (l’Оspizio), где останавливались армянские паломники, приезжавшие посетить святые места Рима.
Внутри храма имелись фрески, изображающие эпизоды из жизни святой Марии Египетской, а также алтарная картина работы Ф. Цуккаро. В 1829—1835 годах храм реставрировал архитектор Джузеппе Валадье. В 1920-х годах были предприняты усилия для восстановления облика древнеримского храма; большая часть внутренней отделки была перенесена в церковь Сан-Никола-да-Толентино, которая стала новой армянской национальной церковью. Оспиций армянских паломников был снесен в 1930 году.
В XX веке проведена реставрация, отрыт котлован, раскрывший подиум, который был занесён за многие столетия землёй и илом от разливов Тибра. Капитальная реставрация началась в 2006 году. В 2018 году была полностью завершена.

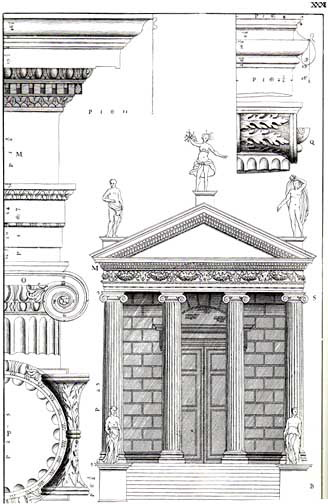
Храм Фортуны Вирилис.Гравюра из издания И.Вэра «Четыре книги об архитектуре» А.Палладио. 1738
План храма
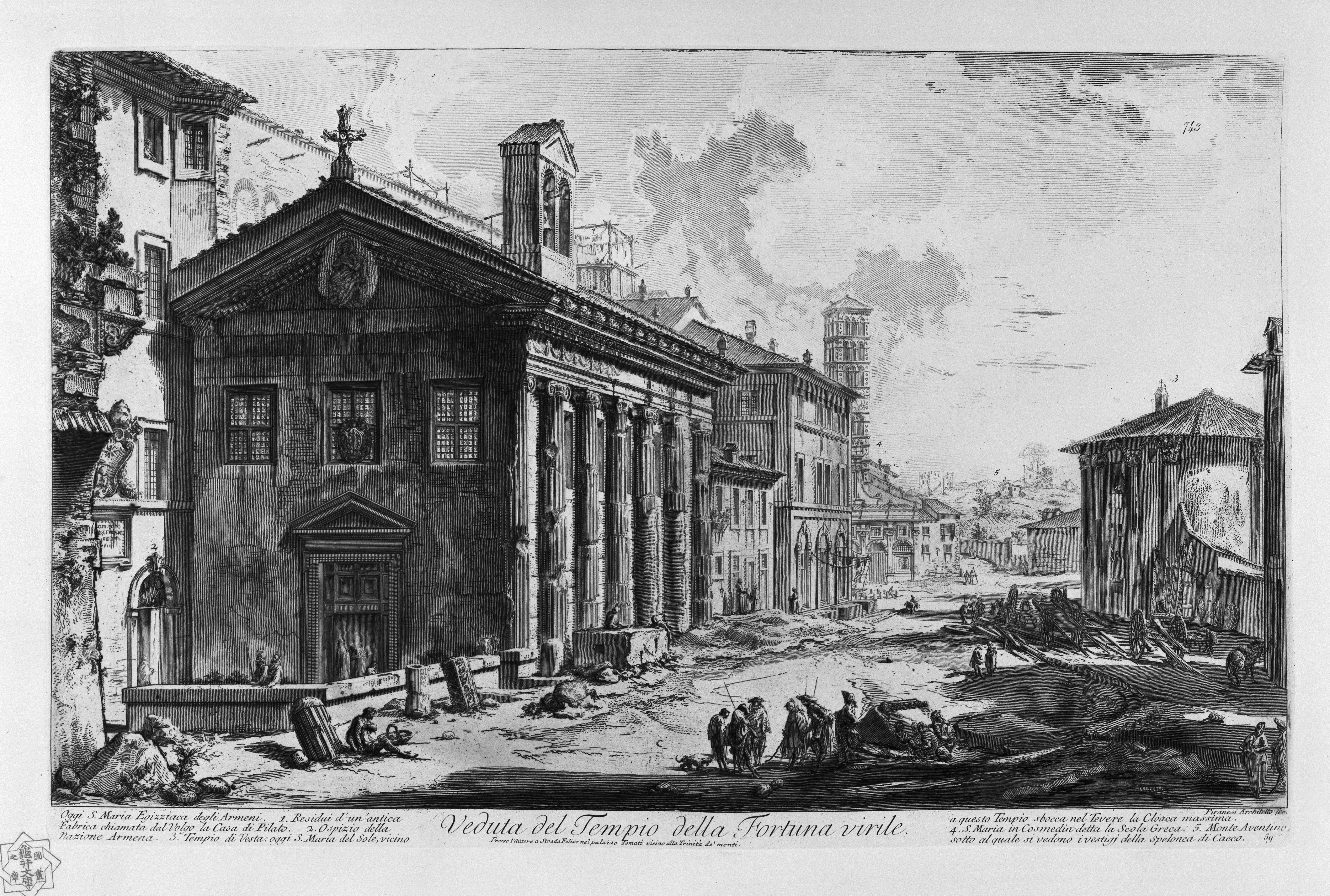
Храм Портуна, превращённый в церковь Санта-Мария-Эгициака. Гравюра Дж. Б. Пиранези. 1770-е гг.
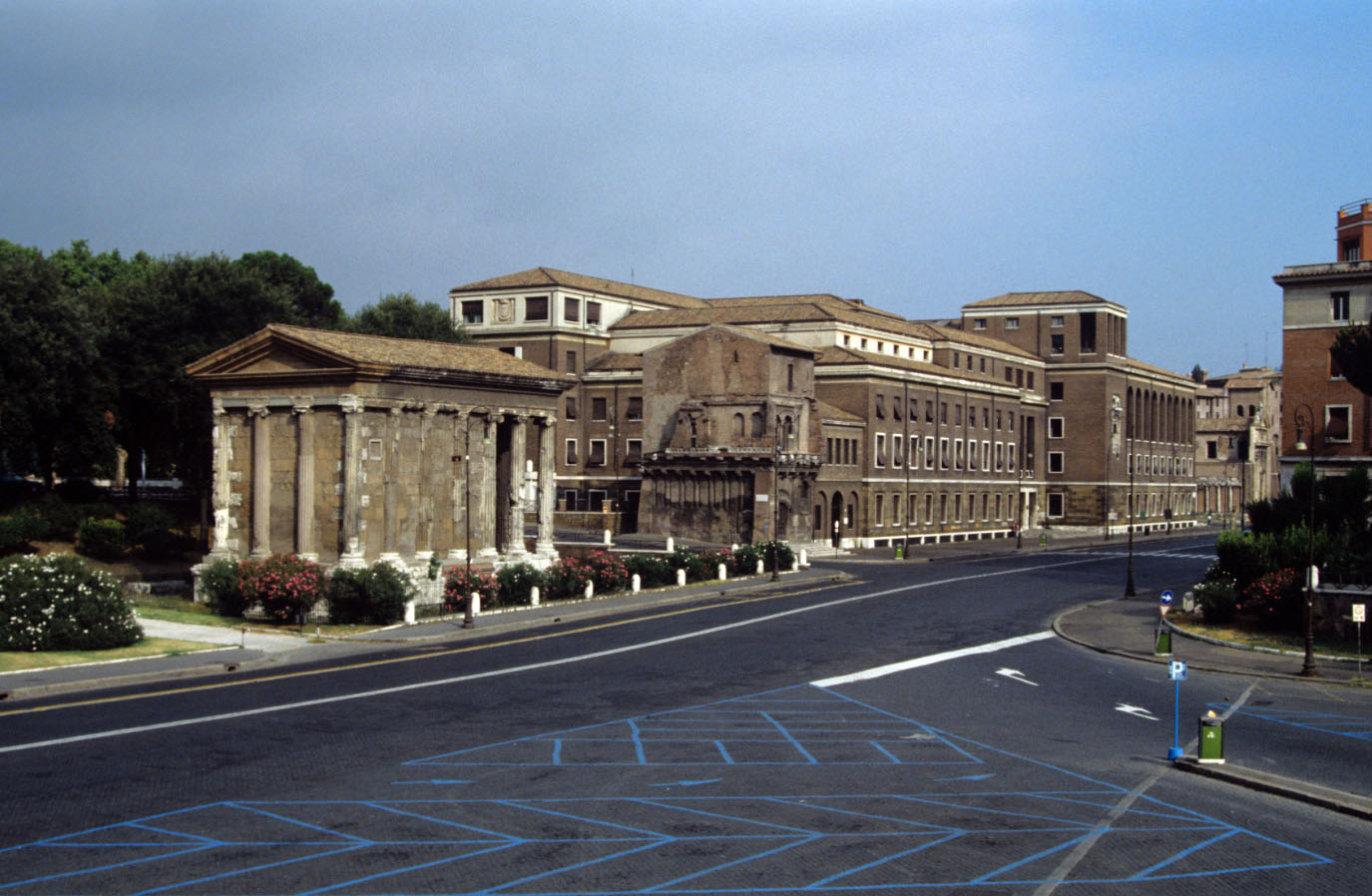
Храм Портуна (до реставрации). Вид от Бычьего Форума. 1992
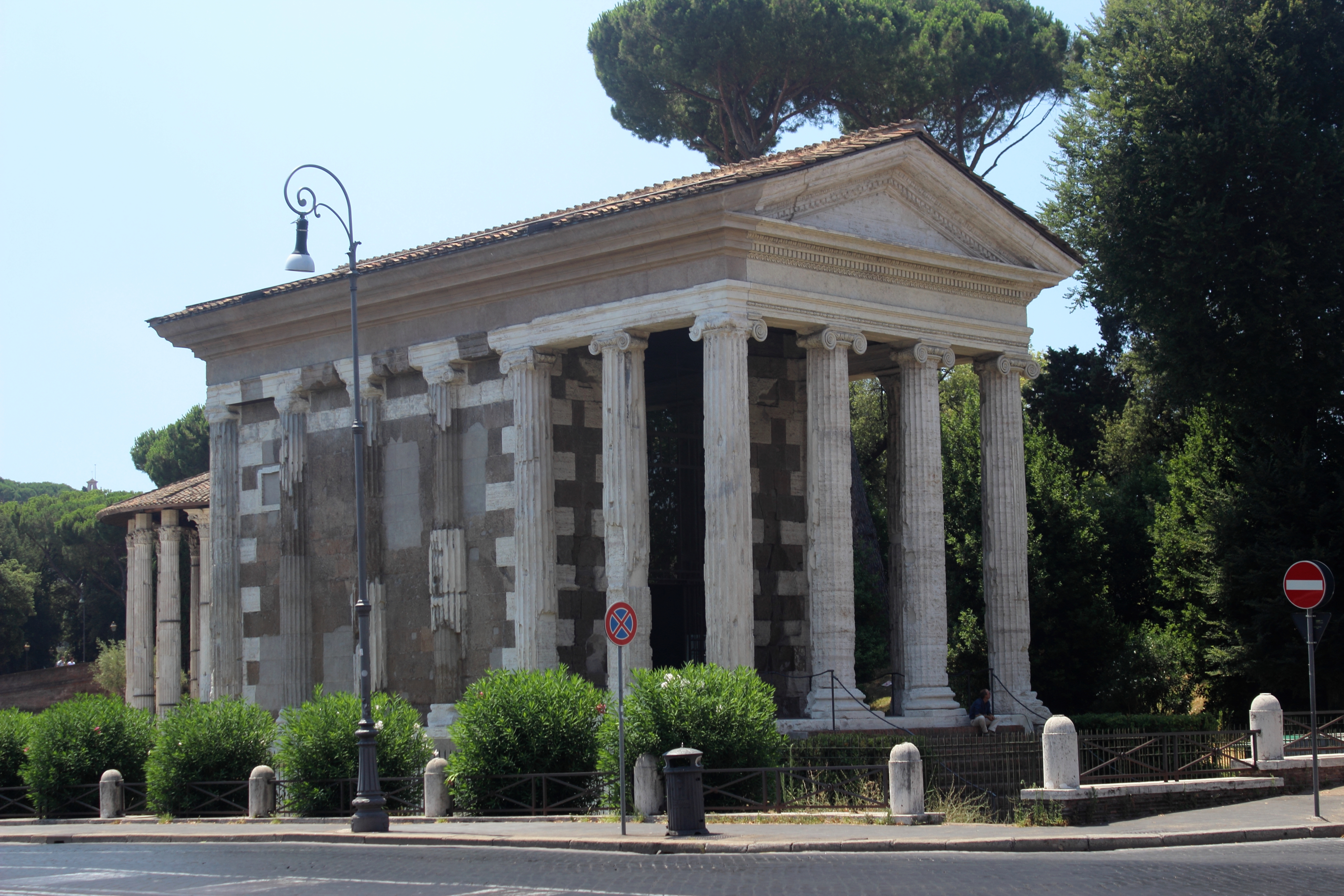
Храм Портуна, почти отреставрированный. 2015